# Football aux Jeux de l'Extrême-Orient 1934
Navigation
Édition précédente
L'épreuve de football aux Jeux de l'Extrême-Orient 1934 est la dixième et dernière édition des Jeux de l'Extrême-Orient. Disputée à Manille, aux Philippines, elle oppose les équipes du Japon, des Indes orientales néerlandaises, de la Chine et des Philippines. Il s'agit de la première apparition des Indes néerlandaises dans ce tournoi.

## Résultats
| 12 mai 1934 | Chine                           | 2 – 0 | Philippines | Stade Rizal Memorial, Manille |  |
| 17:00       | Tam Kong Pak ? · Lee Wai Tong ? |       |             |                               |  |

| 13 mai 1934 | Japon        | 1 – 7 | Indes néerlandaises                                               | Stade Rizal Memorial, Manille |  |
| 17:00       | Kawamoto 52e |       | 16e 60e 66e Jahn · 27e Tan Hong Djien · 47e 68e 75e Tan Hian Goan |                               |  |

| 14 mai 1934 | Chine                                     | 2 – 0 | Indes néerlandaises | Stade Rizal Memorial, Manille |  |
| 17:00       | Tso Kwai Shing 46e · Fung King Cheong 50e |       |                     |                               |  |

| 15 mai 1934 | Japon                                                 | 4 – 3 | Philippines                             | Stade Rizal Memorial, Manille |  |
| 17:00       | Kawamoto 30e · Otani 37e · Nishimura 42e · Nozawa 57e |       | 1re Inconnu · 14e Inconnu · 15e Inconnu |                               |  |

| 19 mai 1934 | Philippines                              | 3 – 2 | Indes néerlandaises | Stade Rizal Memorial, Manille |  |
| 17:00       | Guttierez 12e · Heredia 14e · Azaola 40e |       | 22e 46e Lontoh      |                               |  |

| 20 mai 1934 | Chine                                             | 4 – 3 | Japon                       | Stade Rizal Memorial, Manille |  |
| 17:00       | Tam Kong Pak 5e 15e · Lee Wai Tong 55e 66e (pen.) |       | 50e 62e Nozawa · 64e Natori |                               |  |

## Tableau
| Equipe              | J | V | N | D | Bp | Bc | Diff | Pts |
| Chine               | 3 | 3 | 0 | 0 | 8  | 3  | 2.67 | 6   |
| Indes néerlandaises | 3 | 1 | 0 | 2 | 9  | 6  | 1.50 | 2   |
| Philippines         | 3 | 1 | 0 | 2 | 6  | 8  | 0.75 | 2   |
| Japon               | 3 | 1 | 0 | 2 | 8  | 14 | 0.71 | 2   |

## Vainqueur
| Vainqueurs Jeux de l'Extrême-Orient 1934 Chine 9e titre |